# Presiak
Presiak (bulgariska: Пресяк) är ett distrikt i Bulgarien.   Det ligger i kommunen Obsjtina Tărgovisjte och regionen Tărgovisjte, i den nordöstra delen av landet, 290 km öster om huvudstaden Sofia.